# Момо (Италия)
Вижте пояснителната страница за други значения на Момо.
Мо̀мо (на италиански: Momo; на пиемонтски: Mom, Мом, на местен диалект: Mum, Мюм) е малък град и община в Северна Италия, провинция Новара, регион Пиемонт. Разположен е на 213 m надморска височина. Населението на общината е 2731 души (към 2010 г.).